# Chiharu Ichō
Chiharu Icho, född den 6 oktober 1981 i Hachinohe, är en japansk brottare som tog OS-silver i flugviktsbrottning i fristilsklassen 2004 i Aten och på nytt samma klass 2008 i Peking.
Hennes yngre syster Kaori tävlade i mellanviktsklassen vid OS 2004 och igen vid OS 2008. Hon tog guld vid båda tillfällena.